# Piaggio Ciao

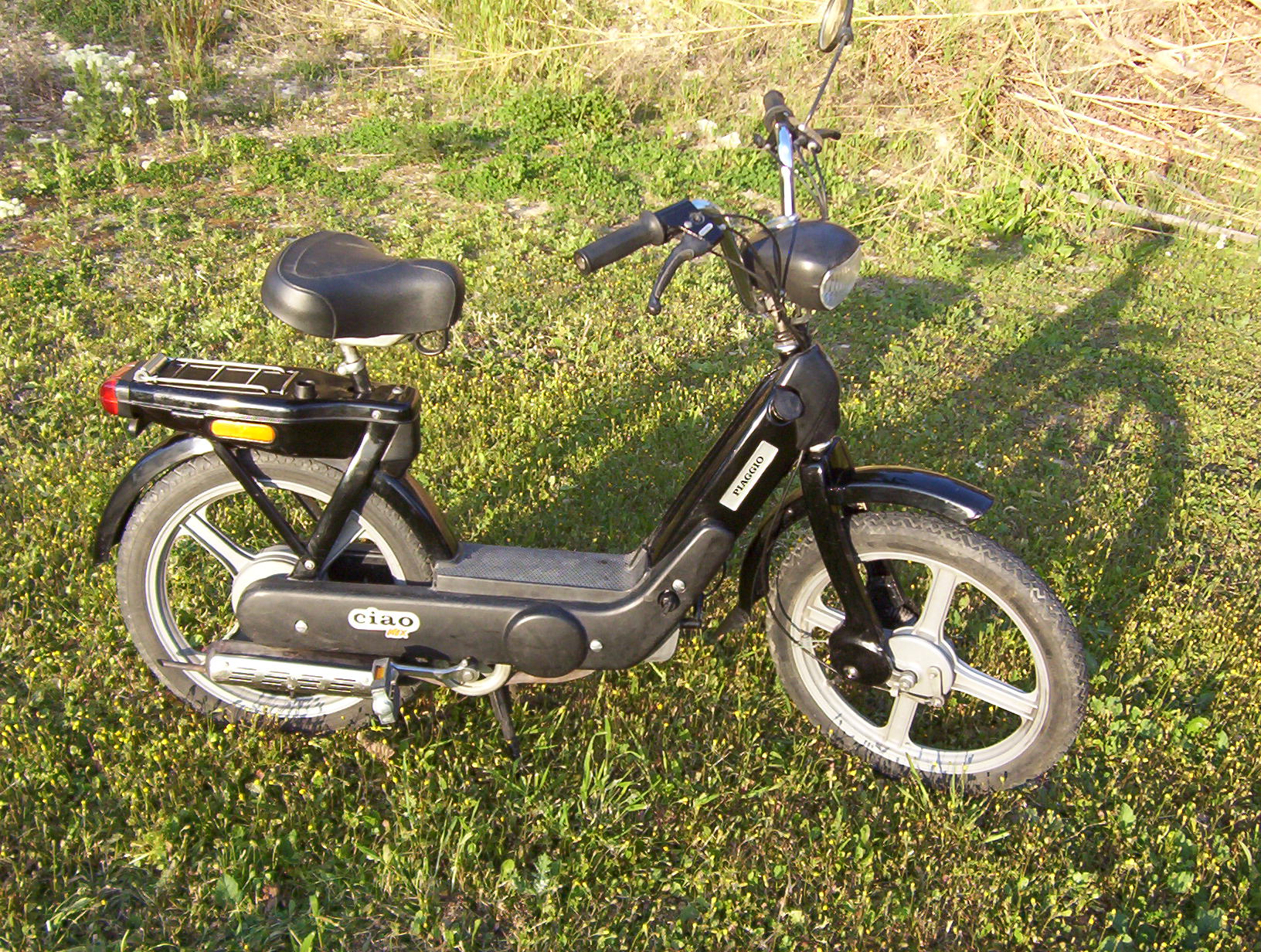
Un Ciao Mix (graissage séparé).

Le Ciao est un modèle de cyclomoteur de 49,9 cm3 fabriqué par le constructeur italien Piaggio. Sa production commence en 1967 et se termine en 2006. Pendant près de quarante ans, le Ciao s'est vendu à plus de trois millions et demi d'exemplaires. Il est le cyclomoteur italien le plus vendu au monde. Sa vitesse maximale varie en fonction des pays où sa vente est destinée (entre 30 et 50 km/h).

## Modèles
Il y a eu plusieurs modèles de Ciao, tels que :
- Ciao P (sans amortisseur sous le porte bagage) ;
- Ciao Px (amortisseur sous le porte-bagage) ;
- Ciao Mix (avec graissage d'huile séparé)[1].

Il y a eu également des variantes avec cadre différent mais moteur de Ciao :
- Si ;
- Bravo (avec amortisseurs) ;
- Super Bravo (version cross avec pneus larges et démarrage au kick) ;
- Boxer ;
- Italjet Pack ;
- Gilera Citta, CBA, Vale, Eco, GSA, etc. ;
- Atala Green.

Ces modèles possèdent des différences techniques, comme l'axe du piston de 10 ou de 12, ou des différences extérieures mineures telles que l'emplacement du phare, la forme du porte-bagages ou la suspension de la selle. Les modèles haut de gamme possèdent un variateur d'origine, contrairement aux poulies qui sont de gamme standard. Le variateur permet d'augmenter le couple et l'accélération. Les Ciao sont connus pour leurs facilités mécaniques avec transmission à courroie, ils sont les plus simples des cyclomoteurs.

## Préparation compétition
Il existe de très nombreuses pièces de compétition pour les Ciao, qui vont de la simple poulie de diamètre différent au piston cylindre de plus grande dimension, au moteur usine complet, au carter moteur, ces pièces étant fabriquées principalement par Malossi, Pinasco, R.M.S, Polini ou encore Simonini.

## Précisions
- D'origine, les Ciao ont un carburateur de 12/10 et un gicleur de 49.
- L'écartement du rupteur est préconisé à 0,30.
- Le 49,28 cm3 possède un vilebrequin avec axe de 10 et cage à aiguilles (sur les Ciao à partir de 1979).
- Le 49,77 cm3 possède un vilebrequin avec axe de 12 sans cage à aiguilles (Ciao de 1967 à 1976).
- axe de 10 = diamètre piston 38,2 mm.
- axe de 12 = diamètre piston 38,4 mm.